# Cercle des nageurs d'Aix-les-Bains Riviera
Le Cercle des Nageurs d'Aix-les-Bains Riviera est un club français de natation et de water-polo situé à Aix-les-Bains, en Savoie, fondé en 2024, à la suite de la liquidation judiciaire de la première structure.

## Structures
Le club s'entraîne et évolue au sein du Centre aquatique d'Aix-les-Bains.

## Historique
Le Cercle des nageurs d'Aix-les-Bains est un club français de natation et de water-polo situé à Aix-les-Bains, en Savoie. De la saison 2003-2004 à la saison 2011-2012, l'équipe première masculine participe au championnat élite, la première division française. À la saison 2012-2013, son équipe masculine de water-polo évolue en championnat nationale 1 après neuf saisons passées en championnat élite. La saison 2013/2014 le C.N.A. évolue en Nationale 1 puis une équipe 2 (réserve) composée d'anciens et jeunes joueurs en Nationale 3. En fin de saison 2023-2024, le CN Aix-en-Savoie cesse ces activités, avant qu'une liquidation judiciaire soit prononcé.
Deux plus tard, une nouvelle structure est créée, le Cercle des Nageurs d'Aix-les-Bains Riviera

## Palmarès
Jusque 2024 (CN Aix-les-Bains / CN Aix-en-Savoie)
- Pro A / Elite :
  - 4e en 2011
- Nationale 1 (4) :
  - Champion en 2003, 2014, 2019, 2022
  - Vice-champion en 2018

Depuis 2024 (CN Aix-les-Bains Riviera)
- Nationale 3 :
  - Vice-champion en 2024